# Regional Preferente de Asturias
A Regional Preferente de Asturias constitui a quinta divisão da Liga Espanhola de Futebol na comunidade autónoma da Astúrias. Esse campeonato consiste em um grupo de 20 equipes. Ao término da temporada os três primeiros times sobem diretamente à Tercera División (Grupo II). Os três últimos caem em algum dos grupos da Primeira Regional de Asturias.

## Equipes participantes 2018-2019
- Valdesoto CF
- Atlético Lugones SD
- CD Roces
- Ribadesella CF
- CD Vallobín
- SD Lenense
- Astur CF
- Club Asturias de Blimea
- Nalón CF
- Urraca CF
- Real Titánico
- Andés CF
- CD Tineo
- Navarro CF
- Candás CF
- AD Ribadedeva
- CD Turón
- Berrón CF
- Avilés Stadium CF
- SD Colloto